# Хирцер
Хирцер (на немски Hirzer, на италиански Punta Cervina) е най-високият връх на Сарентинските (Сарнталските) Алпи в провинция Южен Тирол, Италия. Извисява се в западната част на масива, над град Мерано, на височина 2781 м. Представлява скалист конус с остър връх, със сравнително полегати склонове. От най-високата точка се разкрива обширна панорама към Доломитите на изток и към масива Ортлес на запад. През него минава Европейската пътека за дълги разстояния № 5. В подножието му е построена хижа със същото име - Хирцер (1986 м).
Най-лесният достъп до върха е чрез лифт, който тръгва от селцето Салтузио над Мерано и се изкачва до 1980 м. Оттам нагоре преходът се оценява със средна трудност.